# Anima (Leon Faun)
Anima è un singolo del rapper italiano Leon Faun, pubblicato il 19 gennaio 2024 dall'etichetta Island come secondo estratto dal secondo album in studio Leon. 

## Curiosità
La canzone è stata ideata per gareggiare a Sanremo Giovani 2023, ma il rapper non è stato selezionato.

## Video musicale
Un visual video, diretto da Alessandro Maiorano è stato pubblicato su YouTube lo stesso giorno.

## Tracce
Testi di Leon De la Vallée, musiche di Alessio Marullo, Iacopo Falsetti.
1. Anima – 2:06